# Marcin Tomczak
Marcin Tomczak (ur. 14 kwietnia 1962 w Gdańsku) – polski dyrygent i pedagog akademicki.

## Życiorys
Od dzieciństwa związany z ruchem chóralnym. Był chórzystą i asystentem dyrygenta w Chórze Chłopięco-Męskim Pueri Cantores Olivenses. Ukończył w 1981 Ogólnokształcącą Szkołę Muzyczną I i II stopnia im. Feliksa Nowowiejskiego w Gdańsku, w 1989 Wydział Kompozycji i Teorii Muzyki Akademii Muzycznej w Gdańsku (w zakresie teorii muzyki), a w 1994 Wydział Dyrygentury Chóralnej, Rytmiki i Wychowania Muzycznego (w zakresie dyrygentury chóralnej), w klasie prof. Henryka Gostomskiego.
W latach 1981–1982 był madrygalistą w Państwowej Operze i Filharmonii Bałtyckiej, a w latach 1987–1992 solistą w Polskim Chórze Kameralnym „Schola Cantorum Gedanensis”.
Od 1992 pracuje w macierzystej uczelni, od 1997 jako doktor, od 2002 doktor habilitowany, od 2004 profesor nadzwyczajny, od 2014 profesor tytularny, od 2015 profesor zwyczajny. Tytuł profesora sztuk muzycznych uzyskał 28 lipca 2014, który odebrał 23 października tego samego roku z rąk prezydenta RP Bronisława Komorowskiego. 

## Pełnione funkcje w Akademii Muzycznej im. Stanisława Moniuszki w Gdańsku
- Prorektor (2005–2012)[2]
- Prodziekan Wydziału Dyrygentury Chóralnej (1999–2005)
- Kierownik Katedry Dyrygentury Chóralnej (2005–2008 i 2012–2016)
- Członek Rady Dyscypliny Artystycznej (kadencje 2021–2024 i 2025–2028)[6][7][8]
- Kierownik Katedry Dyrygentury Chóralnej i Oratoryjno-Kantatowej (2019–2024)[9]

## Członkostwo i funkcje poza uczelnią
- Dyrygent i kierownik artystyczny Akademickiego Chóru Uniwersytetu Gdańskiego (od 1992)

## Odznaczenia
- Złoty Krzyż Zasługi (4 lipca 2017)[10]
- Brązowy Krzyż Zasługi (2007)
- Srebrny Medal za Długoletnią Służbę (2010)
- Brązowy Medal „Zasłużony Kulturze Gloria Artis” (31 sierpnia 2006)[11]
- Medal Komisji Edukacji Narodowej (2003)
- Odznaka „Zasłużony Działacz Kultury” (2002)
- Brązowy Medal Uniwersytetu Gdańskiego „Bene merito et merenti” (2015)[12][13]
- Odznaka Złota z Wieńcem Laurowym PZChiO (2017)
- Odznaka Honorowa Złota z Laurem PZChiO (2006)
- Odznaka Honorowa Złota PZChiO (1996)

Źródło:.

## Nagrody i wyróżnienia
- Nagroda Rektora Uniwersytetu Gdańskiego (1996)[2]
- Nagroda Prezydenta Miasta Gdańska (1996)[2]
- Nagroda Specjalna Ministra Kultury i Sztuki dla Dyrygenta (1999)[2]
- Honorowa Nagroda Towarzystwa Przyjaciół Sztuki za twórczość artystyczną w dziedzinie muzyki (2002)[2]
- Nagroda Prezydenta Miasta Gdańska w Dziedzinie Kultury z okazji jubileuszu 20-lecia Akademickiego Centrum Kultury Uniwersytetu Gdańskiego (2002)[14]
- Nagroda Artystyczna Towarzystwa Przyjaciół Sztuki za twórczość artystyczną w dziedzinie muzyki (2002)[3]
- Nagroda Miasta Gdańska w Dziedzinie Kultury „Splendor Gedanensis” za wybitne osiągnięcia w prowadzeniu Akademickiego Chóru Uniwersytetu Gdańskiego (za 2005)[15]
- Nagroda Prezydenta Miasta Gdańska w Dziedzinie Kultury za wychowanie kilku pokoleń młodych ludzi wrażliwych na muzykę i sztukę oraz z okazji jubileuszu 20-lecia pracy artystycznej i 40-lecia Akademickiego Chóru Uniwersytetu Gdańskiego (2012)[14]
- Nagroda Wojewody Pomorskiego „Sint Sua Praemia Laudi” (2012)[3]
- Nagroda Prezydenta Miasta Gdańska w Dziedzinie Kultury z okazji jubileuszu 45-lecia Akademickiego Chóru Uniwersytetu Gdańskiego (2017)[14]
- Nagroda Ministra Kultury i Dziedzictwa Narodowego za wybitne osiągnięcia naukowe (2022)[16]
- Nagroda Prezydenta Miasta Gdańska w Dziedzinie Kultury z okazji jubileuszu 50-lecia Akademickiego Chóru Uniwersytetu Gdańskiego (2023)[14]